# Біблійний словник Істона
Біблійний словник Істона, Істон — загалом вказує на Ілюстрований біблійний словник, 3-го видання від Метью Джорджа Істона, MA, DD (1823-1894), що був опублікований в 1897 році Томасом Нельсоном.
За своїм віком перейшов у суспільне надбання. Незважаючи на ім'я, словникові статті в Істоні є енциклопедичні за своєю природою, легкі для розуміння і невеликі за об'ємом. В ньому 4000 статей.